# ドリー・テッパー
ドリー・テッパー （本名：ヘブライ語： דורי טפר、英語表記：Dory Tepper, 1973年3月5日 - ) は イスラエルの俳優、男性声優。

## 人物
日産ネイティブ演劇学校卒業。 2000年にハビマ劇場のメンバーとなった。 1999年に声優デビュー。

## 出演作品

### テレビアニメ
- ダグ (スキーター・バレンタイン)